# Técnicas de análise físico-química
Dentro das ciências naturais há um grande número de técnicas de análise fisico-químicas que permitem em conjunto a construção de bons modelos para a estrutura da matéria e do universo como um todo. Apresentando cada qual ênfase em determinada características da matéria ou da energia radiante, geralmente duas, três ou geralmente mais técnicas devem ser empregadas em conjunto para a construção de um modelo detalhado e coerente do sistema em investigação.
Praticamente todos os processos experimentais para obtenção de informações a respeito da estrutura físico-química da matéria, esteja ela em qualquer um dos três estados físicos, têm por fundamento a análise das características de um ou mais entes físicos provenientes da amostra em estudo graças a excitações provocadas pela incidência de um, ou eventualmente mais de um, ente físico excitante, de natureza não necessariamente igual à do primeiro, na referida amostra. Os entes físicos emitidos pela amostra e suas propriedades não dependem substancialmente não só da estrutura e propriedades internas da amostra em análise como também das natureza e propriedades do ente excitante em questão. Em geral as características da fonte excitadora em um processo experimental de análise são previamente bem conhecidas e informações muito seguras a respeito da estrutura da amostra podem, então, ser obtidas.
Diversos são os entes excitantes disponíveis, bem como diversos são os entes emitidos, simultaneamente, por uma amostra sob excitação de um único ente. Assim sendo, cada combinação diferente do ente excitante com o ente escolhido para análise produz uma técnica experimental diferente que pode mostrar-se mais sensível a determinadas propriedades da amostra e insensível a outras, e a escolha da técnica a se empregar depende muito da informação a se obter. A escolha da técnica a se empregar também deve levar em conta outros fatores como,por exemplo, a região física de interesse na amostra em análise, tendo em vista que algumas técnicas são sensíveis, no caso específico dos sólidos, apenas às propriedades superficiais, ao passo que outras são sensíveis apenas à propriedades internas à amostra. Também deve-se considerar o fato de algumas técnicas, em função da forma e do nível de excitação, serem destrutivas, e outras não. A escolha da técnica, ou mais provavelmente das técnicas, depende, portanto, do tipo de informação procurada, da região de interesse da amostra, e da viabilidade ou não de se destruir a amostra na análise.
Os entes mais comuns utilizados tanto no processo de excitação como no processo de análise são os fótons (ondas eletromagnéticas) e feixes de partículas - a citar como exemplo os elétrons - ionizadas ou não, proveniente de fontes excitantes com características conhecias previamente. Campos elétricos e magnéticos estáticos, fontes térmicas, e outros meios de excitação podem também tomar parte no processo como elemento excitante primário ou mesmo secundário.
Em resposta à excitação a amostra geralmente responde emitindo partículas ou radiação, e a análise destes entes físicos emitidos em resposta à excitação será geralmente a fonte de informação utilizada para a obtenção de informações a respeito da amostra uma vez que as propriedades características dos entes emitidos em resposta pela amostra vinculam-se diretamente à estrutura da amostra e ao processo que os originou no interior desta.
Vale ressaltar que, ao ser excitada, a amostra não responde emitindo apenas o ente físico que se encontra em análise uma vez considerada uma técnica específica: todos os processos de resposta possíveis à excitação ocorrem, em maior ou menor intensidade, dependendo das características do material e da excitação, simultaneamente. Um modelo teórico preciso deveria levar em conta todos estes eventuais processos de resposta e as interdependências entre eles. Uma vez que tais processos geralmente não são independentes entre si, não é difícil de se imaginar que um modelo como este seria complexo.
Soluciona-se o problema de análise considerando-se que bons e simples modelos para uma dada técnica podem em geral ser obtidos levando-se em conta apenas a forma da excitação e o ente considerado na análise, sendo suas previsões e aplicabilidade muito realistas ao se considerar dados experimentalmente obtidos. Ao aceitar-se o modelo mais simples, assume-se uma independência entre as diversas formas de resposta da amostra à excitação, ou quando facilmente implementável ou necessário, minimiza-se as conseqüências de se assumir esta eventual independência entre os processos através de “variável global” dentro do modelo.
Como exemplo tem-se o caso dos elétrons secundários detectados nos espectros XPS obtidos pela técnica de espectroscopia de fotoelétrons excitados por raios X (XPS). Nesta técnica o ente excitante são os fótons de raios X e os entes emitido pela amostra e tomados para a análise são os elétrons (ditos então fotoelétrons). O número de elétrons emitidos é resolvido como função das energias cinéticas (velocidades) com as quais são emitidos, e nos espectros assim obtidos (Contagem X Energia cinética) manifestam-se não só os elétrons de caroço emitidos por resposta imediata à excitação como também manifestam-se elétrons ditos secundários (de fundo ou de base). Apesar de terem sido inicialmente excitados pelos fótons, os elétrons secundários diferem dos elétrons de caroço por sofrerem as mais variadas formas de interação que possam levar um elétron, em seu movimento dentro do sólido, a perder parte de sua energia cinética de translação antes que o mesmo atinja o exterior do material considerado e seja, então, analisado. Isto inclui interação deste elétron com fônons, outros elétrons, imperfeições da rede cristalina do sólido, e outros. Os elétrons de fundo são portanto a variável global que retém em si todas as interações secundárias não diretamente sob interesse na análise, e são geralmente "removidos" antes da análise dos elétrons de caroço.